# Pterocaulon polypterum
Pterocaulon polypterum là một loài thực vật có hoa trong họ Cúc. Loài này được (DC.) Cabrera miêu tả khoa học đầu tiên năm 1954.